# Walter W. Weber
Walter W. Weber (* 21. März 1948 in Augsburg; † 23. Mai 2014) war ein deutscher Journalist.

## Biografie
Nach einem Volontariat bei der Trierischen Landeszeitung wechselte Weber 1969 zum Axel Springer-Verlag und arbeitete fast fünf Jahre lang als Reporter und Nachrichtenredakteur bei der Bildzeitung und Bild am Sonntag in Frankfurt am Main und Hamburg. Im Dezember 1973 ging er als Redakteur für Innenpolitik zur Saarbrücker Zeitung, wo er vier Jahre später die Position des stellvertretenden Ressortleiters Politik übernahm. 1979 wurde er Ressortleiter Politik und Zeitgeschehen, 1989 stellvertretender Chefredakteur. Anfang 1994 wechselte Weber als Chefredakteur zum Trierischen Volksfreund. Als erste deutsche Regionalzeitung stellte er das Blatt bereits im Jahr 2000 auf das amerikanische Reporter-/Editor-System um, indem er die Ressorts abschaffte und eine zentrale Produktion einführte. Das erlaubte wenige Jahre später die Umstellung auf eine multimedial arbeitende Redaktion. Zum 1. Oktober 2009 wechselte Weber in den Ruhestand. Seine Nachfolgerin ist Isabell Funk, die 1979 bei der Saarbrücker Zeitung ihr Volontariat absolviert hatte.
Weber war verheiratet und Vater von zwei erwachsenen Kindern. Er starb drei Monate nach seiner Ehefrau.